# Brooks Brothers

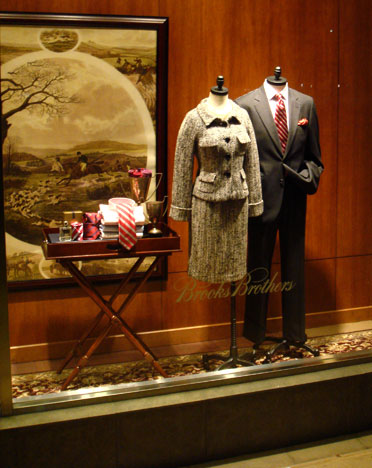
Vitrine da Brooks Brothers.

Brooks Brothers é a fabricante de roupas masculinas mais antiga dos Estados Unidos da América, fundada em 1818, na cidade de Nova York. Entretanto, também produz roupas para mulheres e crianças.
Está presente em mais de 80 países, além dos Estados Unidos.

## História
No dia 7 de abril de 1818, Henry Sands Brooks abriu uma loja chamada H. & D.H. Brooks & Co, com o lema "fabricar e negociar apenas com mercadorias de excelente qualidade, vendê-las a um preço justo e tratar com pessoas que procurem e apreciem tais mercadorias".
Porém, foi só em 1850 que a fabricante adotou seu atual nome, quando os netos de Henry Brooks, os irmãos Edward, Daniel, John e Elisha, herdaram-na de seu pai (Henry, Jr.). No mesmo ano, criou-se o símbolo da marca: um cordeiro de ouro suspenso por uma fita.
Em 1896, John Brooks interessou-se pela gola que jogadores ingleses de pólo usavam e, assim, surgiram as camisas de colarinho abotoado.
Em abril de 1988, a Brooks Brothers foi adquirida pela loja de departamentos Marks & Spencer. Em 2001, foi comprada pela Retail Brand Alliance (RBA), uma spin-off da Luxottica.

## Clientes famosos
A Brooks Brothers já vestiu diversas celebridades, tais como gerações de famílias riquíssimas, líderes políticos, atores de Hollywood, heróis de guerra e esportistas.
| - Ben Affleck - Gene Hackman - Will Smith - Paul McCartney - James Gandolfini - Jon Voight - Barry Bostwick - Greg Kinnear - Molly Ringwald - Kevin Bacon | - Scott Wolf - Katherine Hepburn - Jack Dempsey - Clark Gable - Fred Astaire - Cary Grant - Gary Cooper - Douglas Fairbanks, Jr. - Rudolph Valentino - Errol Flynn | - Rudy Vallée - John Barrymore - Charles Lindbergh - Abraham Lincoln - Ulysses S. Grant - Theodore Roosevelt - Franklin D. Roosevelt - Herbert Hoover - John F. Kennedy - Gerald Ford | - George W. Bush - George H. W. Bush - Richard Nixon - Bill Clinton - Membros da família Astor - Membros da família Gould - Membros da família Vanderbilt - Mmebros da família Rockefeller - John Pierpont Morgan |

Polêmica
Apesar de vestir várias celebridades modernas, como visto acima, a Brooks Brothers contribuiu com o trabalho escravo ao utilizar em suas peças o algodão dos estados do sul - escravistas.